# جبل الكبريت (ألبرتا)
جبل الكبريت (في الإنجليزية : Sulphur Mountain تلفظ سولفور) هو جبل في متنزه بانف الوطني وهو جزء من سلسلة جبال روكي الكندية المطلة على بلدة بانف ، ألبرتا ، في كندا.
سُمّي الجبل عام 1916 بهذا الإسم نسبةً إلى الينابيع الساخنة المتواجدة على منحدراته السفلية.  أشار جورج دوسن إلى هذا الموقع الجغرافي الذي يقع به الجبل  بإسم جبل التراس (بالإنجليزية Terrace) في خريطته لهذه المنطقة عام 1886. سُمّيت  قمة سانسون بهذا الإسم عام 1948 تيما بإسم نورمان بيثون سانسون الذي واظب على معدات تسجيل المرصد فوق قمم جبل الكبريت لمدة 30 عامًا.

## تنزه ومتعة

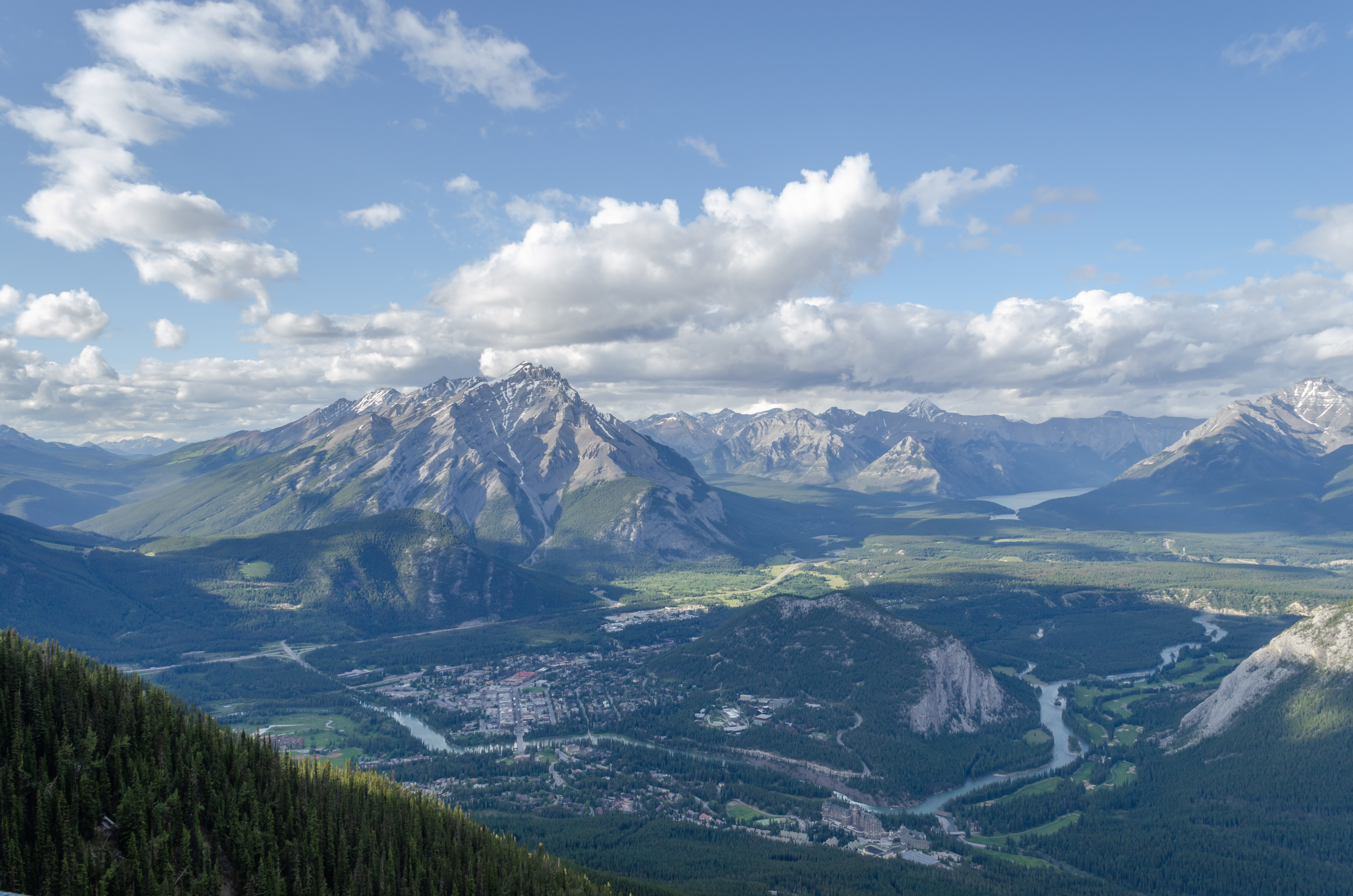
منظر من قمة جبل الكبريت، حيث تظهر بلدة بانف والمناطق التي تحيطها

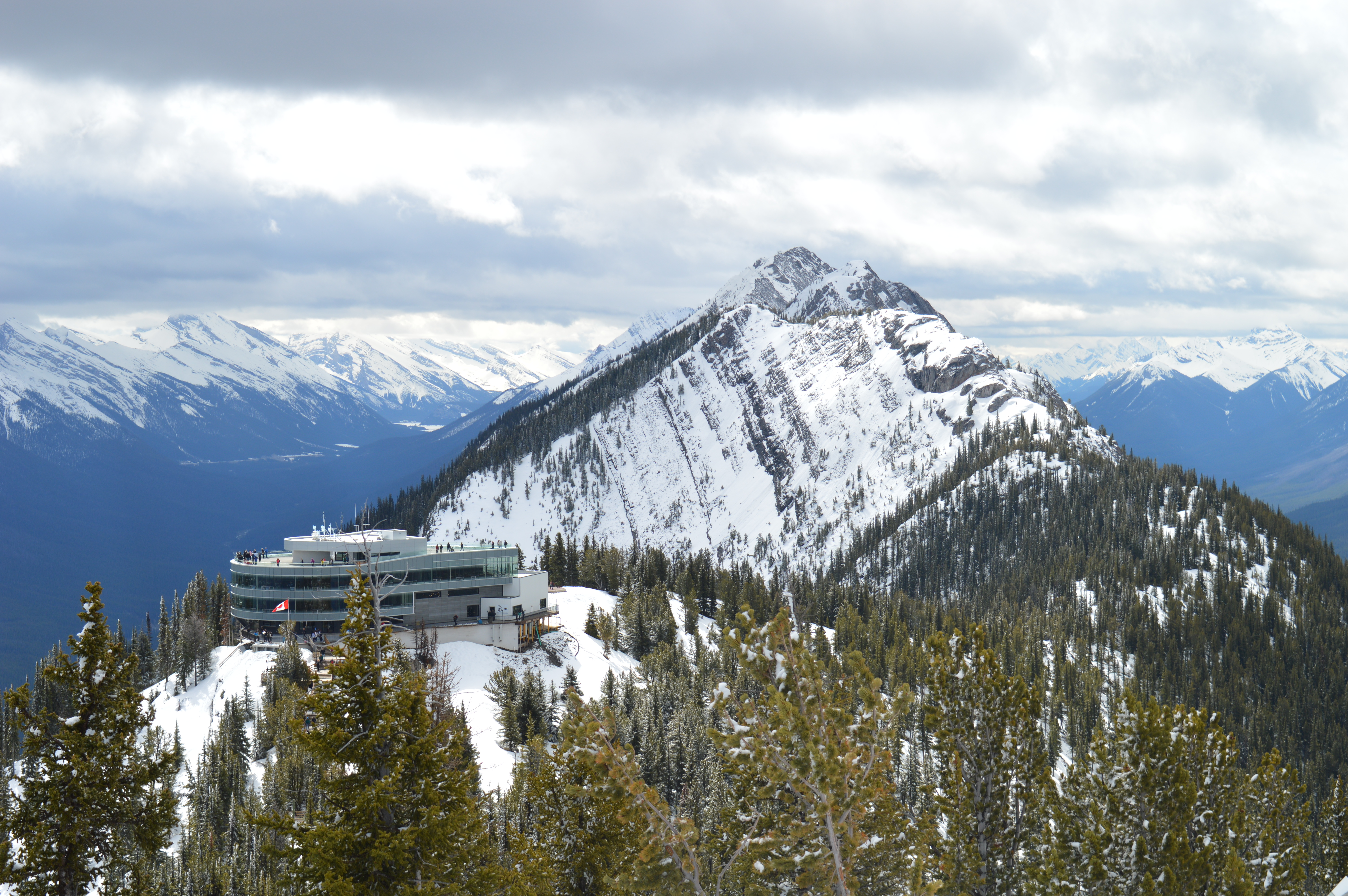
منظر من على نقطة على السبيل الخشبي الموجود أعلى جبل الكبريت، يمكن رؤية محطة قمة الجبل ومنصة المشاهدة.

تم تطوير ينبوعين ساخنين متواجدين على الجبل بأسلوب  تجاري. الينبوع الأدنى هو موقع الكهف والحوض التاريخي الوطني ، وألأعلى هو ينابيع بانف العلوية الساخنة .
على المنحدر الشرقي للجبل ، يوجد مصعد غندول والذي يصعد إلى حافة قمة الجبل، التي تضم محطة علوية تضم ثلاثة مطاعم ومتجر هدايا ومنصات متعددة لمشاهدة المناظر المحيطة. يوفر جبل الجبل إطلالات للمناطق الموجودة غرب وادي باو وأعلاه ، وجهة الشرق واسفلها على طول الوادي ايضا. يمكن المشي والتسكع على سبيل خشبي موجود على الجانب الشمالي من قمة سانسون والتي تقع على مرتفع قدره ( 2,256 م أو 7,402 قدم ).
يقع السبيل الأصلي الذي يكشف مناطق وإطلالات أكثر جمالًا للمشاهدة من القمة ،  بجانب طريق النار القديم (طريق النار هو طريق المخصص للإستعمال في حين حدوث حرائق برية) ويسمى أيضا طريق سانسون، يقع هذا الطريق على الواجهة الجنوبية الغربية للجبل وهو على بعد مسافة 5.8 كيلومتر من مسارات وادي بانف صندانس المتواجدة  بالقرب من نهر باو. توجد طريق اخرى ترابية طبيعية متعرجة  لصعود او نزول الجبل مشيا ويبلغ طولها 5.4 كم من تحت منصة المصعد الغندولي في أعلى الجبل وحتى موقف السيارات الذي بجانب  ينابيع بانف الساخنة في الأسفل.

## الأهمية العلمية
يضمن الجبل موقعًا لمنشأتين للأبحاث. في عام 1903، تم الانتهاء من بناء مرصد جوي على قمة سانسون. لا يزال هذا المبنى قائمًا، ويمكن للزوار من رؤية تصميمه الداخلي المجهز بأثاث ريفي عبر نافذة. في فصل الشتاء عام 1956 وعام 1957، بنى المجلس الوطني للأبحاث مختبرًا صغيرًا على قمة سانسون لدراسة الأشعة الكونية، كجزء من مساهمة كندا   للسنة الجيوفيزيائية الدولية . ظلت محطة الأشعة الكونية في جبل الكبريت تعمل حتى عام 1978، ثم تم هدم المبنى عام 1981. توجد الآن لوحة تُشير إلى حيث كان موقع المبنى. 
تعد الينابيع الساخنة الموجودة عند قاعدة جبل الكبريت موطنًا  لحلزون ينابيع بانف  المهدد بالإنقراض وسمك داس بانف طويل الأنف الذي يعتبر منقرضا الآن.

## معرض صور

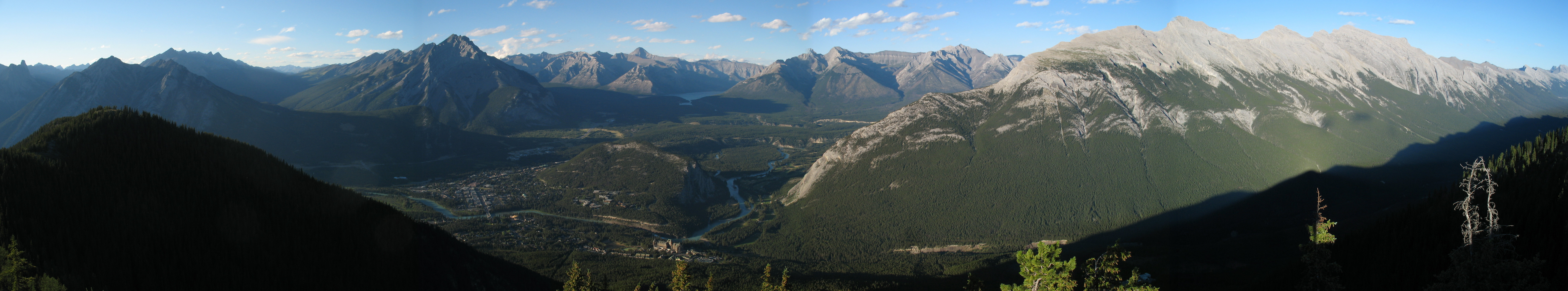
المنظر من قمة جبل الكبريت
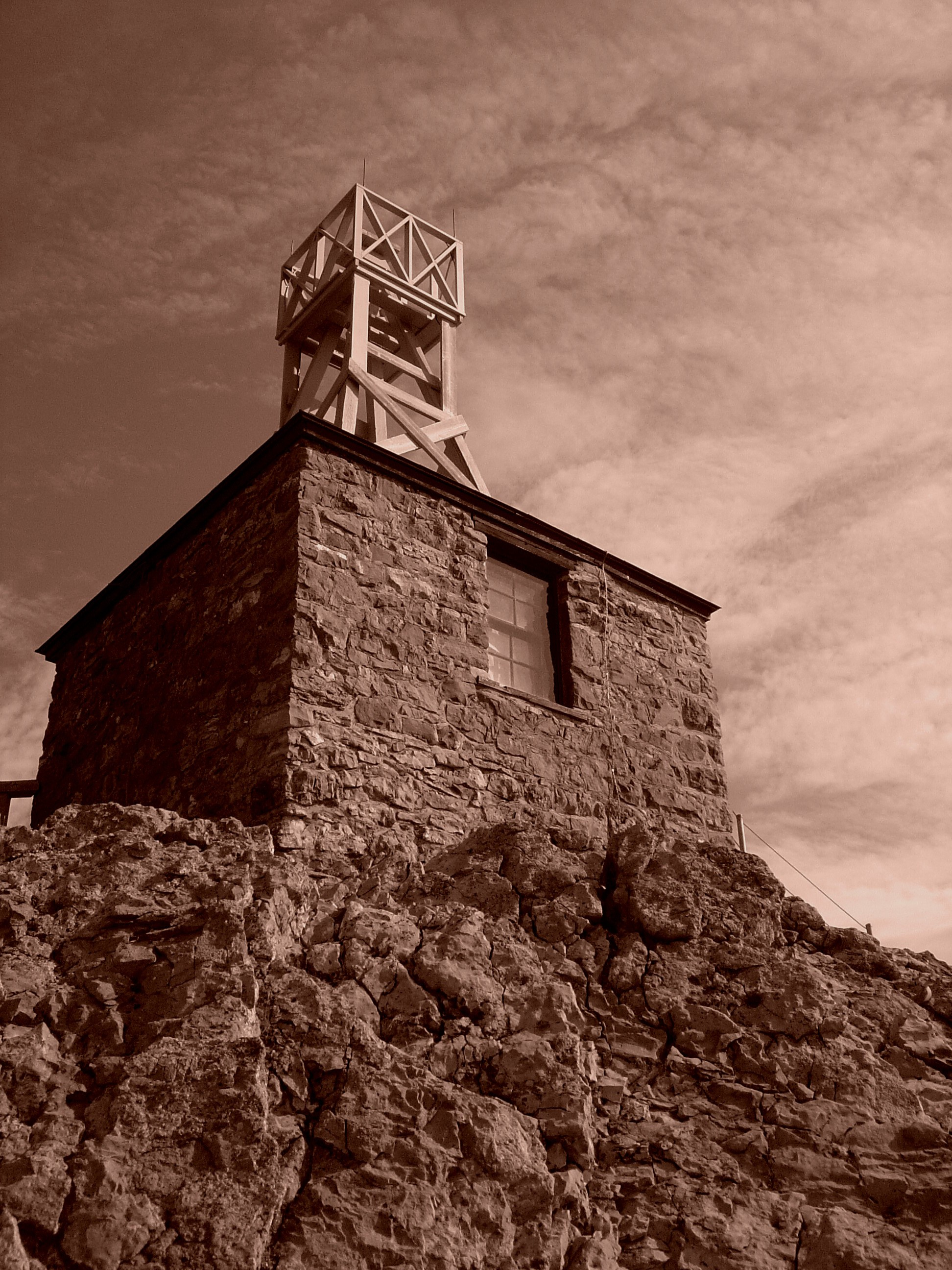
مبنى المرصد الجوي
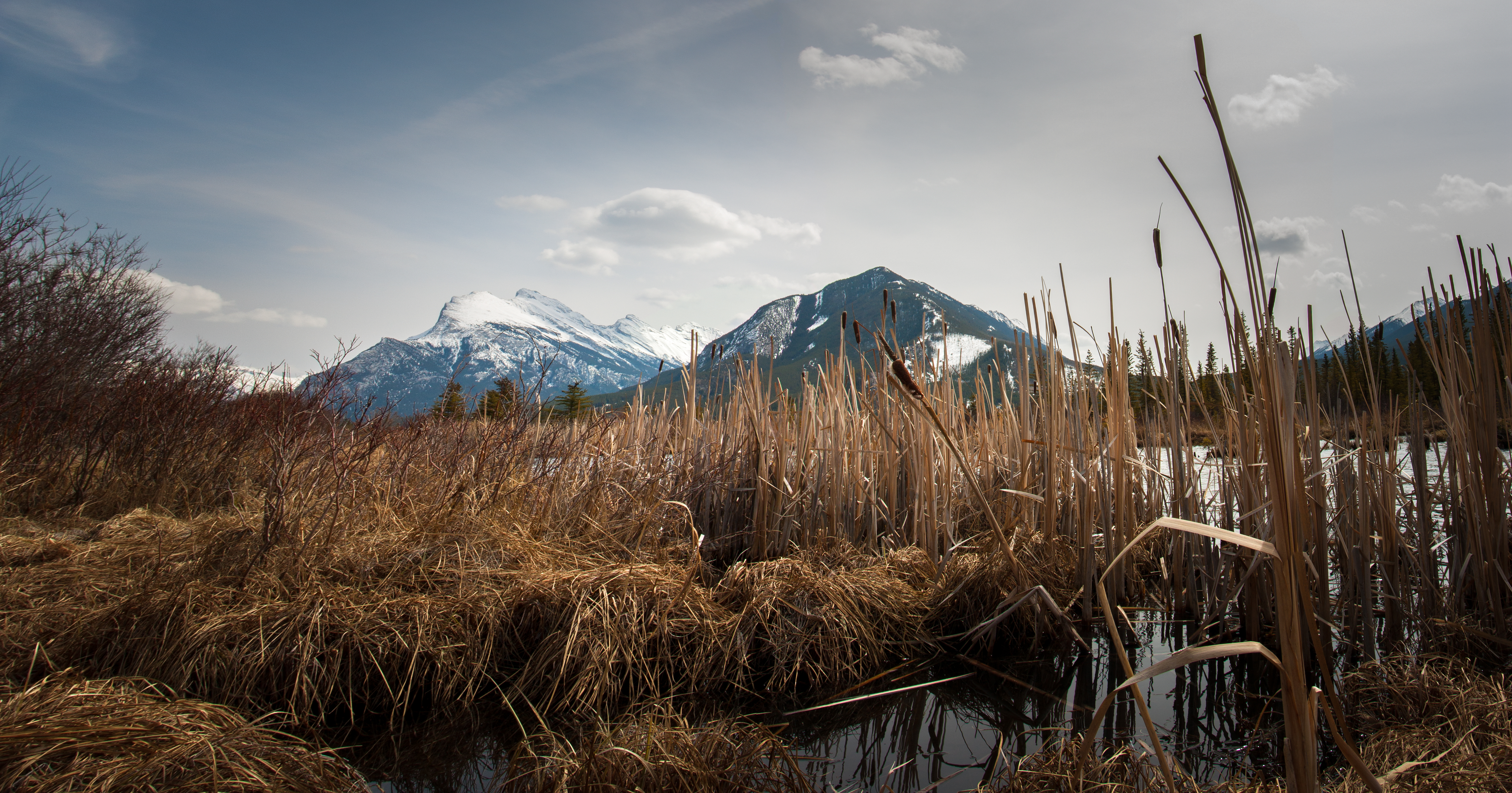
جبل روندل وجبل الكبريت كما يظهران عبر القصب المتواجد طول شاطئ إحدى بحيرات فيرميليون في متنزه بانف الوطني، ألبرتا، كندا

## روابط خارجية
- جندول بانف

قالب:Canadian Rockies